# بروس لاركن
بروس لاركن (بالإنجليزية: Bruce Larkin)‏ هو كاتب وكاتب للأطفال أمريكي، ولد في 23 يناير 1957 في وست تشستر ‏ في الولايات المتحدة.